# Калоча
Калоча (угор. Kalocsa) — місто в медьє Бач-Кішкун в Угорщини. Місто займає площу 53,18 км², на якій проживає 18 187 жителів. Калоча розташована на лівому березі Дунаю, за 5 кілометрів від самої річки.

## Історія

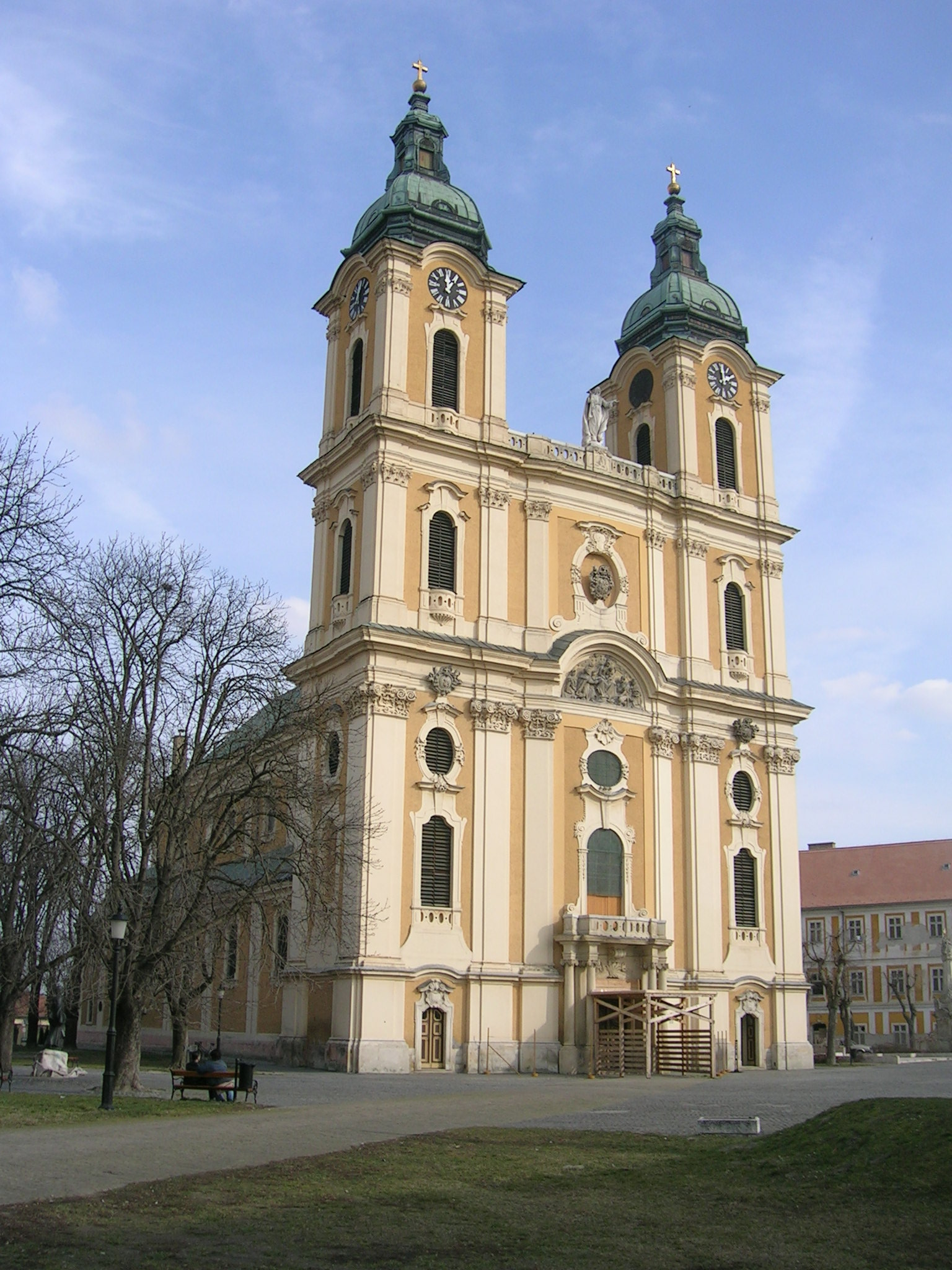
Архікафедральний собор

Калоча одне з найстаріших міст Угорщини яке протягом історії відігравало істотно більше значення, ніж в даний час. В період християнізації Угорщини близько 1000 року королем Стефаном Святим тут було засновано архієпископство, кафедра Калоча — одна з п'яти найстаріших єпископських кафедр Угорщини разом з Естергомом, Еґером, Веспремом і Печем. В даний час Калоча — центр архиєпархії Калоча-Кечкемет, однією з чотирьох архієпархій-митрополій країни.
У 1405 році Калоча отримала права міста. Калоча, як і більша частина Угорщини, в XVI столітті була завойована турками. Переважна більшість будівель дотурецкого періоду зруйновано. Ще один серйозний урон архітектурній спадщині міста було завдано в 1875 році, коли в результаті пожежі вигоріло майже все місто.

## Пам'ятки
- Архикафедральний собор Успіння Богоматері
- Архієпископський палац
- Обсерваторія

## Економіка і транспорт
Калоча лежить в центрі обширного сільськогосподарського регіону з родючими ґрунтами. Основні культури — виноград, паприка, фрукти і льон. У самому місті знаходиться ряд підприємств харчової промисловості. Калоча стоїть на автомобільній трасі № 51 Будапешт — Байя — Сомбор. В місто з Кечкемета веде тупикова залізнична гілка.